# Yvette Williams
Yvette Winifred Williams-Corlett, novozelandska atletinja, * 25. april 1929, Dunedin, Nova Zelandija.
Nastopila je na poletnih olimpijskih igrah leta 1952, kjer je dosegla uspeh kariere z osvojitvijo naslova olimpijske prvakinje v skoku v daljino, ob tem je bila šesta v suvanju krogle in deseta v metu kopja. 20. februarja 1954 je postavila nov svetovni rekord v skoku v daljino s 6,28 m, ki je veljal leto in pol.  